# Kosmos 113
Kosmos 113 (ros. Космос 113) – radziecki satelita rozpoznawczy. Szesnasty statek typu Zenit-4 należącego do programu Zenit, którego konstrukcja została oparta na załogowych kapsułach Wostok.